# Апостольский нунций в Кот-д’Ивуаре
Апостольский нунций в Республике Кот-д’Ивуаре — дипломатический представитель Святого Престола в Кот-д’Ивуаре. Данный дипломатический пост занимает церковно-дипломатический представитель Ватикана в ранге посла. Апостольская нунциатура в Кот-д’Ивуаре была учреждена на постоянной основе 19 июня 1972 года. Её резиденция находится в Ямусукро.
В настоящее время Апостольским нунцием в Кот-д’Ивуаре является архиепископ Маурисио Руэда Бельц, назначенный Папой Франциском 16 июня 2023 года.

## История
Апостольская нунциатура в Кот-д’Ивуаре была учреждена 19 июня 1972 года, бреве «Iussum quo» Папы Павла VI. Первоначально резиденция апостольской нунциатуры находилась в Дакаре — столице Сенегала; позднее, 1 мая 1973 года, была переведена в Абиджан, согласно бреве «Quantum prosperitatis » Папы Павла VI.

## Апостольские нунции в Кот-д’Ивуаре

### Апостольские пронунции
- Джованни Мариани, титулярный архиепископ Миссуа — (1972 — 17 октября 1973 — назначен апостольским пронунцием в Верхней Вольте и апостольским делегатом в Мали и Мавритании);
- Бруно Вюстенберг, титулярный архиепископ Тира — (19 декабря 1973 — 17 января 1979 — назначен апостольским пронунцием в Нидерландах).

### Апостольские нунции
- Хусто Мульор Гарсия, титулярный архиепископ Эмериты-Августы — (22 марта 1979 — 3 мая 1985 — назначен Постоянным наблюдателем Святого Престола при отделении ООН и специализированных учреждений ООН в Женеве);
- Антонио Маттьяццо, титулярный архиепископ Вируно — (16 ноября 1985 — 5 июля 1989 — назначен епископом Падуи, с личным титулом архиепископа);
- Януш Болонек, титулярный архиепископ Мадауро — (25 сентября 1989 — 23 января 1995 — назначен апостольским нунцием в Румынии);
- Луиджи Вентура, титулярный архиепископ Эквилио — (25 марта 1995 — 25 марта 1999 — назначен апостольским нунцием в Чили);
- Марио Дзенари, титулярный архиепископ Дзульо — (12 июля 1999 — 10 мая 2004 — назначен апостольским нунцием в Шри-Ланке);
- Марио Роберто Кассари, титулярный архиепископ Тронто — (31 июля 2004 — 14 февраля 2008 — назначен апостольским нунцием в Хорватии);
- Амвросий Мадтха, титулярный архиепископ Найссо — (8 мая 2008 — 8 декабря 2012, до смерти);
- Джозеф Спитери, титулярный архиепископ Иллици — (1 октября 2013 — 7 марта 2018 — назначен апостольским нунцием в Ливане);
- Анте Йозич, титулярный архиепископ Циссы — (2 февраля — 28 октября 2019);
- Паоло Борджа, титулярный архиепископ Миладзо — (28 октября 2019 — 24 сентября 2022 — назначен апостольским нунцием в Ливане));
- Маурисио Руэда Бельц, титулярный архиепископ Чиньоли — (16 июня 2023 — по настоящее время).